# Federico Padovani
Federico Padovani (Lugo di Romagna, 1912 – Bermeo, 3 marzo 1937) è stato un militare italiano, decorato di Medaglia d'oro al valor militare alla memoria nel corso della Guerra di Spagna.

## Biografia
Nacque a Lugo di Romagna, provincia di Ravenna, nel 1912, figlio di Luigi e Margherita Valle. Dopo aver conseguito il diploma di perito agrario, si iscrisse alla facoltà di scienze economiche dell'università di Bologna. Dedicatosi allo sport, e fu giornalista sportivo, redattore e inviato speciale della Gazzetta dello Sport e di altri giornali. Nel 1935 fu ammesso a frequentare il corso per aspiranti ufficiali di complemento presso il 94º Reggimento fanteria di stanza a Fano, venendo nominato sottotenente nel maggio 1936, assegnato al 28º Reggimento fanteria per il servizio di prima nomina. Chiese di partecipare alla guerra d'Etiopia, ma non fu accontentato, e poi di essere inviato in Spagna, per partecipare alla guerra civile. Mandato a Napoli, nel febbraio 1937 si imbarcò sul piroscafo Calabria, sbarcando quindi a Cadice. Qui assunse il comando di un plotone esploratori del 3º Reggimento Frecce Nere, rimanendo gravemente ferito sul fronte di Teruel il 3 maggio 1937. Si spense quello stesso giorno presso un ospedale da campo. Per onorarne il coraggio fu decorato con la Medaglia d'oro al valor militare alla memoria. Nel 1939 l'università di Bologna gli conferì la laurea honoris causa in scienze economiche.